# Viktor Yushchenko
Viktor Andriyovych Yushchenko, em ucraniano Ющенко Віктор Андрійович, (Khoruzhivka, Sumy, 23 de Fevereiro de 1954) é um político ucraniano, foi presidente da Ucrânia de 2005 até 2010 e primeiro-ministro da Ucrânia, líder da coligação política Nossa Ucrânia (Nasha Ukrayina), que ganhou as eleições legislativas em março de 2002 e formou o maior grupo parlamentar.
É casado com Kateryna Chumachenko, uma ucraniana nascida nos EUA, e tem cinco filhos de dois casamentos.
Foi o líder da Revolução Laranja, que o conduziu ao poder após as eleições presidenciais de 26 de Dezembro de 2004, com 52% contra 44% do então primeiro-ministro Viktor Yanukovych. Durante sua campanha para a presidência da Ucrânia, num episódio que ficou bem conhecido, Yushchenko sofreu uma tentativa de envenenamento com TCDD, uma dioxina extremamente tóxica. Mas, ao contrário do que era esperado, o veneno apenas o incapacitou durante a campanha presidencial e deixou seu rosto inchado e marcado. Foram levantadas suspeitas de envolvimento do Kremlin no atentado, em razão das inclinações pró-ocidentais de Yushchenko.
Depois de eleito presidente, sua tarefa mais difícil foi a de formar um governo de união nacional. Além disso, era preciso combater a corrupção que minava o país e reaproximar-se da União Europeia sem degradar as relações com a Rússia. Em sua primeira viagem oficial, em 24 de janeiro de 2005, vai justamente à Rússia, de maneira a demonstrar que, apesar das disputas, a Ucrânia continuava próxima da Rússia.
Em abril de 2005, Viktor Yushchenko recebe o prêmio Perfil de Coragem, atribuído anualmente pela John F. Kennedy Library Foundation. De acordo com a presidente da fundação, Caroline Kennedy, filha do presidente norte-americano assassinado em 1963, Yushchenko inspirou cidadãos do mundo inteiro ao lutar para que o resultado das urnas ucranianas refletisse a vontade do povo. Entretanto, desde que sua política se tornou menos pró-ocidental do que desejavam os formadores de opinião europeus e norte-americanos, sua imagem praticamente desapareceu dos noticiários ocidentais, e sua aura de herói foi se diluindo consideravelmente.
Internamente, porém, sua base de sustentação política já se desintegra. Com a popularidade em queda, o governo sofre acusações de corrupção e de sinalizar um retorno à política pró-Rússia. Depois de ser derrotado nas eleições legislativas (antecipadas) de 2006, Yushchenko aceita seu antigo adversário, Viktor Yanukovych, como primeiro-ministro.
Nas eleições de 2010, Yushchenko consegue apenas 5,45% no primeiro turno(pt-BR) ou na primeira volta(pt-PT?), ficando assim afastado do segundo turno(pt-BR) ou da segunda volta(pt-PT?), que foi disputada por Viktor Yanukovych e Yulia Timoshenko.